# Толемесс, Флориан
Тьерри Ален Флориан Толемесс (фр. Thierry Alain Florian Taulemesse; 31 января 1986, Баньоль-сюр-Сез, Окситания, Франция) — французский футболист, нападающий кипрского клуба АЕК Ларнака.

## Карьера
Профессиональную карьеру начинал во Франции в 2005 году в клубе третьего дивизиона «Газелек». Летом 2006 года перешёл в клуб четвёртого дивизиона «Мюлуз», где провёл два года. Сезон 2008/2009 провёл в клубе третьего дивизиона «Гёньон».
В 2009 поехал играть в Испанию, где провёл несколько лет. В сезоне 2009/10 выступал за команды Сегунды Б «Террасса» и «Мораталья», однако по итогам сезона оба клуба вылетели в низший дивизион. Следующий сезон провёл в клубе «Ориуэла», за который сыграл 35 матчей и забил 12 голов и вышел с командой в раунд плей-офф, однако «Ориуэла» проиграла в первом раунде. Сезон 2011/12 отыграл в Сегунде за клуб «Сабадель». Затем провёл ещё один сезон в Сегунде Б за «Картахену». Забил 19 голов и занял второе место в списке лучших бомбардиров группы 4.
В 2013 году подписал контракт с клубом второго дивизиона Бельгии «Эйпен». Дважды участвовал с командой в плей-офф за выход в высшую лигу, но оба раза неудачно. В сезоне 2015/16 «Эйпен» занял второе место в лиге, однако победитель дивизиона «РВС Брюссель» потерял лицензию и был отправлен в любительскую лигу, а «Эйпен» получил повышение в высший дивизион. В высшей лиге Бельгии Толемесс провёл 18 матчей и забил 2 гола, но по ходу сезона сменил команду и подписал контракт с кипрским АЕК (Ларнака). В 2018 году пробился с командой в групповой этап Лиги Европы УЕФА.

## Достижения
АЕК Ларнака
- Обладатель Кубка Кипра: 2017/2018